# Teague Moore

Zawodnik Oklahoma State Cowboys

Teague Moore (ur. 24 marca 1976) – amerykański zapaśnik walczący w stylu wolnym. Drugi w Pucharze Świata w 2003 i piąty w 2001. Uniwersytecki mistrz świata w 2000 roku.
Zawodnik North Allegheny Senior High School z Allegheny i Oklahoma State University. Trzy razy All-American (1997 – 1999) w NCAA Division I, pierwszy w 1998; trzeci w 1999 i czwarty w 1997 roku.
Dwa razy wygrał Big 12 Conference.